# Prionyx canadensis
Prionyx canadensis är en biart som först beskrevs av Léon Abel Provancher 1887.  Prionyx canadensis ingår i släktet Prionyx och familjen grävsteklar. Inga underarter finns listade i Catalogue of Life.